# Brian Yang (badminton)
Pour les articles homonymes, voir Brian Yang.
Brian Yang, né le 25 novembre 2001 à Toronto, est un joueur de badminton canadien.

## Carrière
Aux Jeux olympiques de la jeunesse de 2018 à Buenos Aires ainsi qu'aux Championnats panaméricains de badminton 2018, il remporte la médaille d'or en équipe mixte.
Il est médaillé d'argent du simple messieurs aux Jeux panaméricains de 2019 à Lima. 